# Pylon Peak (British Columbia)
Der Pylon Peak ist ein 2481 m hoher Berg mit einer Schartenhöhe von 311 m im Südwesten der kanadischen Provinz British Columbia, im Squamish-Lillooet Regional District.

## Geographie
Der Pylon Peak ist der südlichste der sechs benannten Vulkane des Mount-Meager-Massivs im Garibaldi-Vulkangürtel und gehört damit zu den Kaskaden-Vulkanen. Zwei spitenbesetzte Grate breiten sich vom Pylon Peak aus und werden als The Pylons und The Marionettes bezeichnet. Der Pylon Peak ragt über den Meager Creek Hot Springs in die Höhe.
Überreste der erodierten Lavaflüsse vom Devastator Peak bilden die geschichteten Felszacken des Pylon Peak. Diese Lavaflüsse wurden vor 0,5–1,0 Millionen Jahren ausgestoßen.